# 1169-1160 v.Chr.
De jaren 1169-1160 v.Chr. (van de christelijke jaartelling) zijn een decennium in de 12e eeuw v.Chr..

## Gebeurtenissen

### Babylonië
- 1168 v.Chr. - Koning Shutra-Nahnunte (1168 - 1160 v.Chr.) heerser over Babylon.
- De koningen die regeren over Babylonië stichten de Elamitische dynastie.
- 1162 v.Chr. - Het beeld van de oppergod Marduk wordt versleept naar Susa.
- 1160 v.Chr. - Koning Shilhak-Inshushinak (1160 - 1155 v.Chr.) bestijgt de troon van Babylon.

### Assyrië
- 1166 v.Chr. - Koning Assur-dan I laat het beeld van de oppergod Marduk terugkeren naar Babylon.
- 1160 v.Chr. - Assur-dan I vernietigt de vazalstaat Kar-Duniash.

### Egypte
- 1163 v.Chr. - Koning Ramses IV (1163 - 1156 v.Chr.) de derde farao van de 20e dynastie van Egypte.

<< · 1199-1190 · 1189-1180 · 1179-1170 · 1169-1160 · 1159-1150 · 1149-1140 · 1139-1130 · 1129-1120 · 1119-1110 · 1109-1100 · >>